# Брадіс Єлизавета Модестівна
Єлизавета Модестівна Бра́діс (нар. 31 липня (13 серпня) 1900, Псков — 5 травня 1975, Київ) — українська геоботанік і болотознавець російського походження, професор (1967), доктор біологічних наук (1952), лауреатка премії АН УРСР імені М. Г. Холодного (1973).

## Життєпис
У 1922 році поступила на біологічне відділення Московського університету, яке закінчила 1930 року, після чого вступила до аспірантури в цій же установі. У 1934 році захистила кандидатську дисертацію на тему «Растительный покров как показатель почвенных условий» (науковий керівник В. В. Альохін).
З 1938 року працювала в Інституті ботаніки імені М. Г. Холодного АН УРСР. Там же після Другої світової війни захистила докторську дисертацію.

## Наукова діяльність
Основні напрямки досліджень:
- геоботаніка (загальні питання геоботаніки та болотознавство),
- систематика рослин,
- флористика.

Працювала над класифікацією болотної рослинності, її типологією, вивчала флору боліт, торфово-болотне районування, склала список судинних рослин (близько 300 видів), гіпнових і сфагнових мохів, які зростають на болотах України.
Авторка понад 250 наукових праць, зокрема 8 монографій.

## Природоохоронна діяльність
Є. М. Брадіс першою порушила питання про необхідність охорони боліт України в той час. Очолювала роботу міжнародної групи з охорони боліт «Телма» («мул») в Україні.

## Оснновні праці
- Про класифікацію видів торфу // БЖ. 1941. Т. 2, № 1/2;
- Сфагновые мхи // Дикорастущие лекарственные растения Башкирской АССР. Уфа, 1942;
- Роды «Верба», «Осока». К., 1965;
- Рослинність УРСР: Болота. К., 1969 (співавт.);
- Торфово-болотний фонд УРСР, його районування та використання. К., 1973;
- Поліська підпровінція // Геоботанічне районування УРСР. К., 1977;
- «Визначник рослин України» (1950; 1965;
- «Рослинність Закарпатської області УРСР» (1954);
- «Определитель растений Башкирской АССР» (1966);
- «Болота Западной Подолии» // Природа болот и методы их исследований (1967);
- «Растительный покров болот как показатель их типа по условиям питания» (1972);
- «Торфово-болотний фонд, його резервування та використання» (1973);
- «Визначник рослин Українських Карпат» (1975).